# Aradas
Aradas is een plaats (freguesia) in de Portugese gemeente Aveiro en telt 7.628 inwoners (2001).

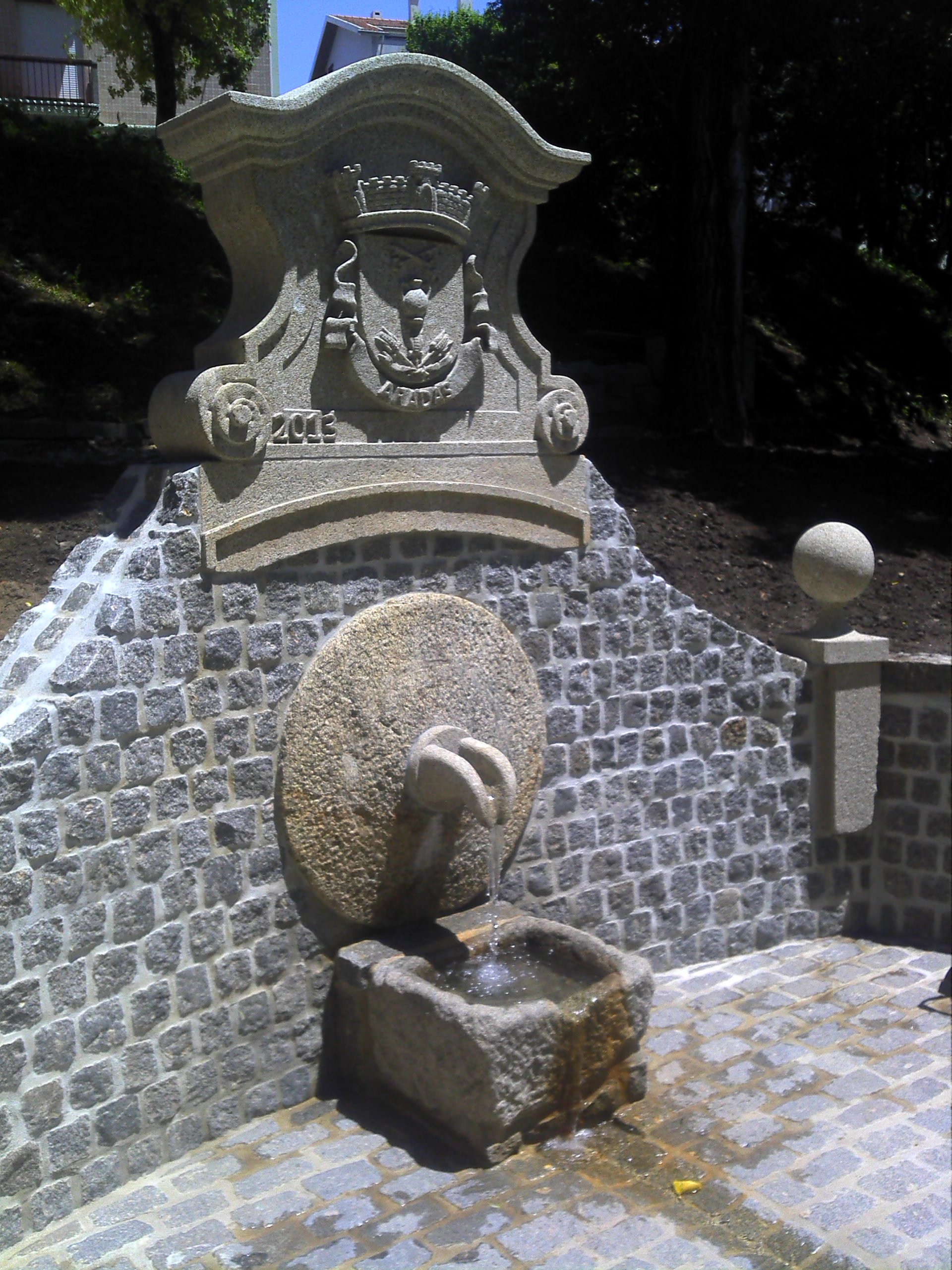
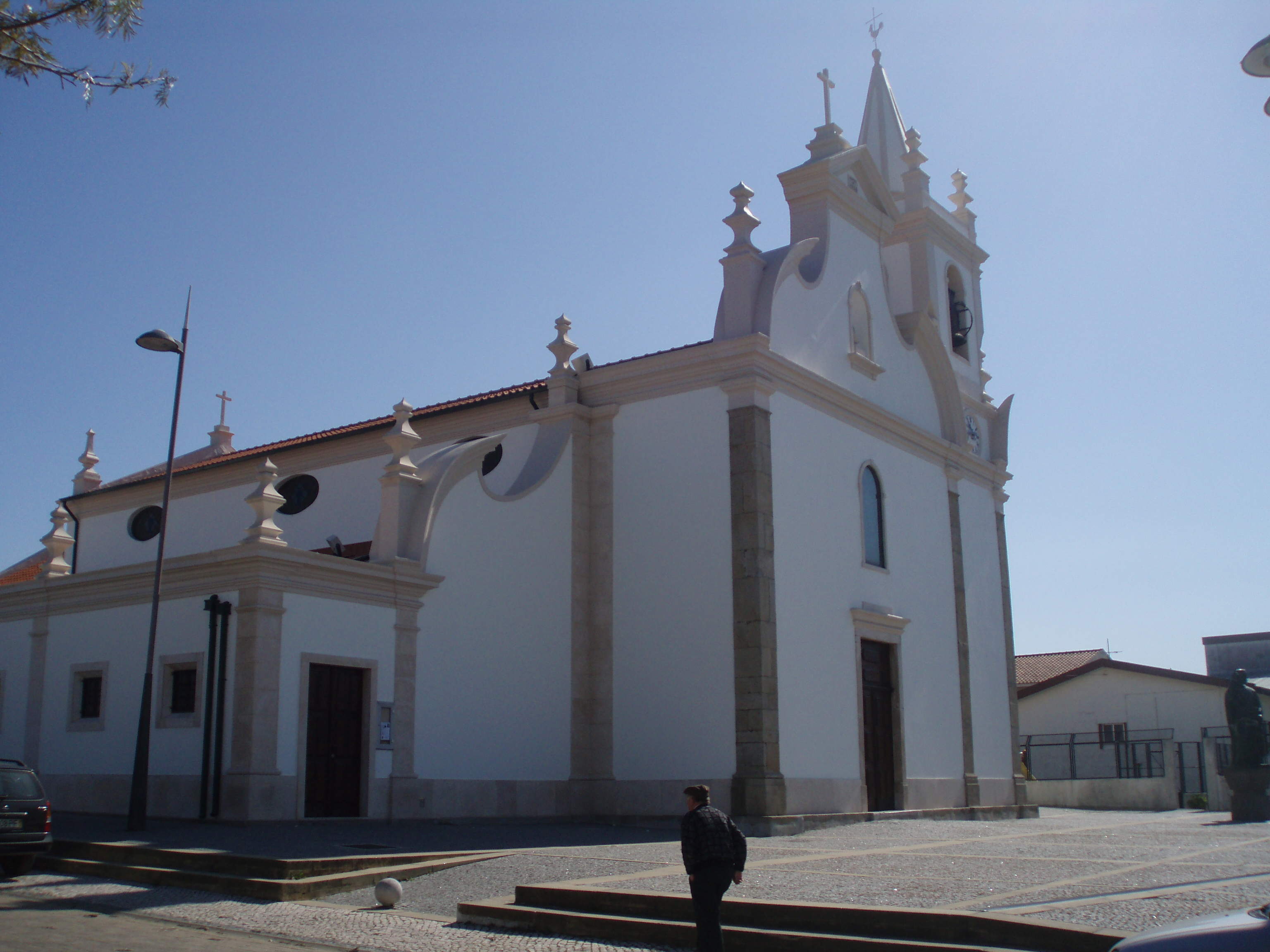
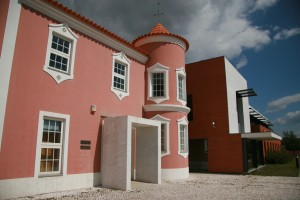
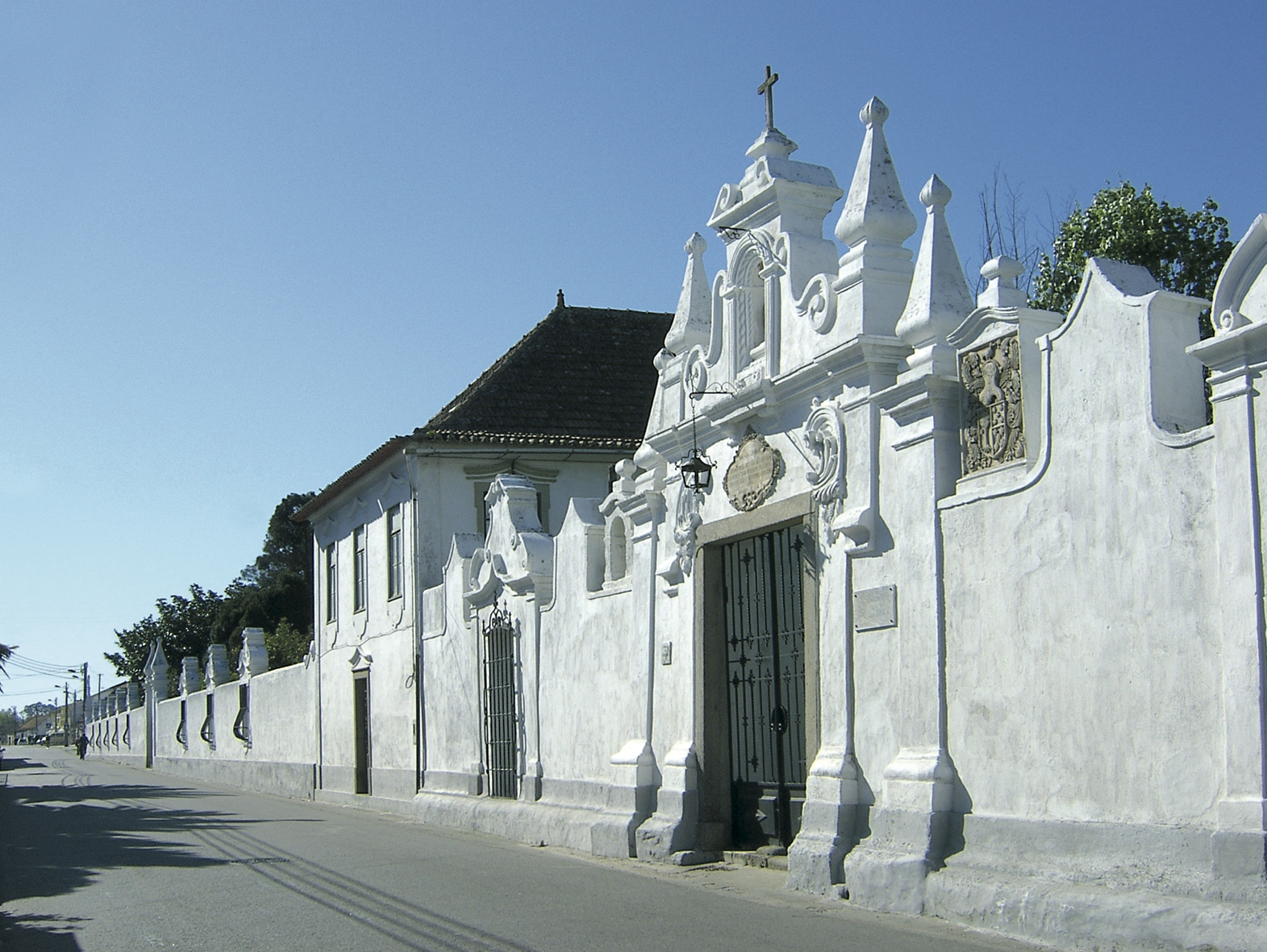
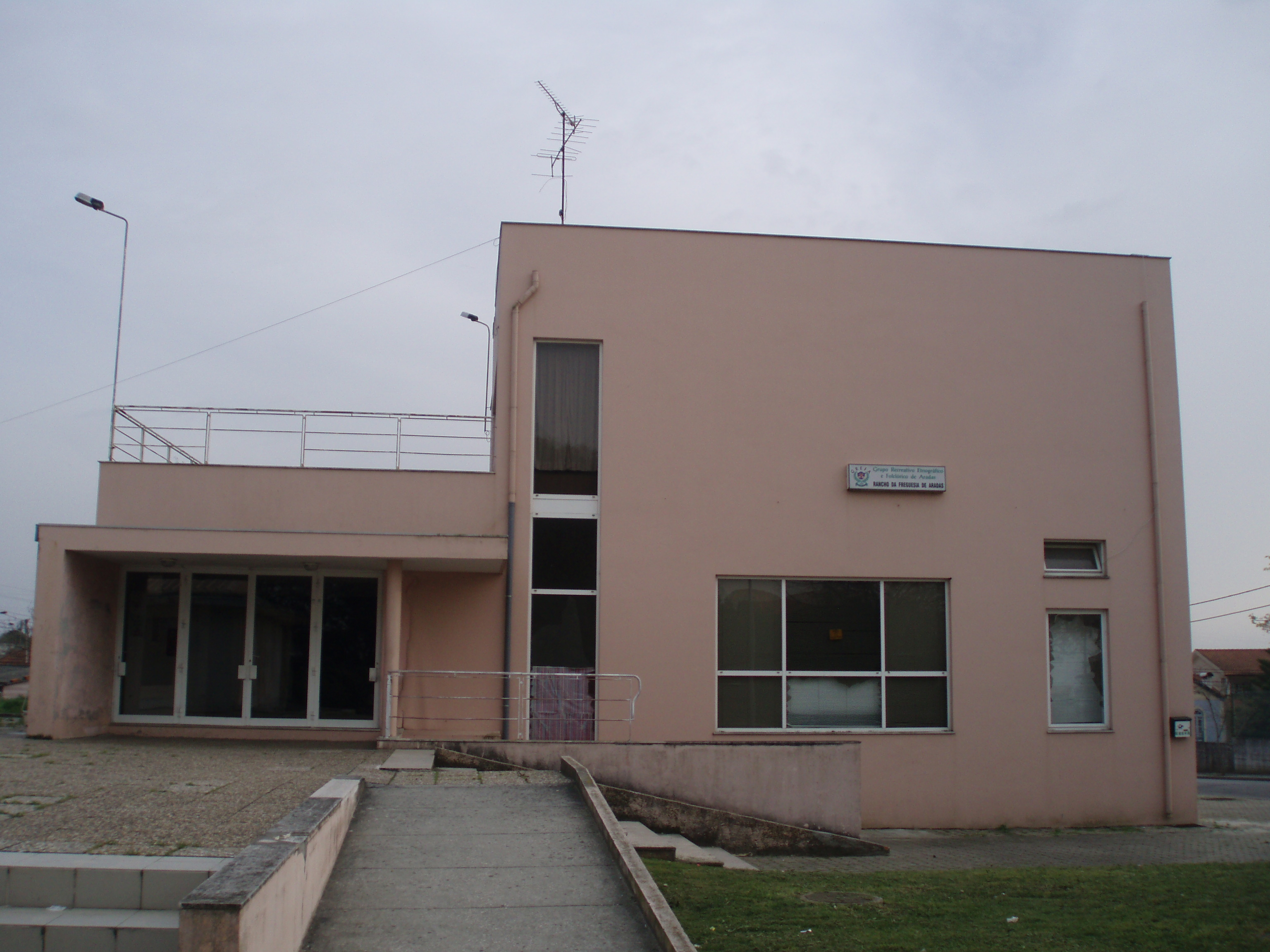